# Eduard Yeshchenko
Eduard Yeshchenko (en kazajo: Эдуард Ещенко; 13 de noviembre de 1999) es un deportista kazajo que compite en tiro, en la modalidad de tiro al plato. Ganó una medalla de bronce en el Campeonato Mundial de Tiro al Plato de 2022, en la prueba de skeet mixto.

## Palmarés internacional
| Campeonato Mundial | Campeonato Mundial | Campeonato Mundial | Campeonato Mundial |
| Año                | Lugar              | Medalla            | Prueba             |
| ------------------ | ------------------ | ------------------ | ------------------ |
| 2022               | Osijek (Croacia)   | Medalla de bronce  | Skeet mixto        |